# Mine de Wambo
La mine de Wambo est une mine à ciel ouvert et souterraine de charbon située dans la Nouvelle-Galles du Sud en Australie,. Elle produit approximativement 5,5 millions de tonnes de charbon par an. Elle est acquise par Peabody Energy en 2006.